# Elachertus affinis
Elachertus affinis är en stekelart som beskrevs av Masi 1911. Elachertus affinis ingår i släktet Elachertus och familjen finglanssteklar. Inga underarter finns listade i Catalogue of Life.